# Пора!
«Пора́!» — украинская неформальная общественная молодёжная организация («гражданская кампания»), члены которой приняли активное участие в оранжевой революции в ноябре — декабре 2004

## История
Организация была создана весной 2004 года. На выборы городского головы Мукачево весной 2004 года около ста студентов за свой счёт поехали в качестве наблюдателей за выборами, по их заявлениям был подан протест в Верховную Раду, в результате чего, как сообщалось, фальсификация выборов не удалась и ставленнику Медведчука, которого пытались протащить на пост мера Мукачево, занять этот пост не удалось.
Следующей крупной акцией «Пора!» была поддержка сопротивления сумских студентов против объединения трёх вузов под началом известного ректора. После первого выступления выступавших задержали.
Перед началом избирательной кампании 2004 года начались гонения на общественную организацию «Пора!» и на телевизионный Пятый канал.
Сначала в офисе «Поры!» на Подоле был проведен обыск, при котором были подброшены в урну при выходе деревянный муляж лимонки, пластилин и отпечатанные на ксероксе черно-белые доллары, в дальнейшем подобные провокации проводились у других членов «Поры!». Через день, в субботу, четверо активистов, находившихся в офисе во время обыска, были объявлены террористами и объявлены в розыск.
Через несколько дней началась атака на Пятый канал.
Усилиями общественности удалось противостоять этим атакам.
Обыск у руководителя организации Олега Яценко транслировался Пятым каналом, журналисты которого оперативно прибыли по звонку Олега. Также на обыск прибыли по просьбе Олега Яценко два депутата по фамилии Бессмертный, «Двое Бессмертных спасли Олега» — шутили потом члены организации. Весь дом вышел в защиту этой семьи. Помог, в том числе опыт родителей Олега Яценко, твердо придерживавшихся правовых позиций. Подбросить ничего не удалось.
Ещё раньше из активистов был арестован Ярослав. Андрей Сидоренко, ближайший друг и соратник Олега, также объявленный в розыск, скрывался на протяжении месяца у друзей, в квартире художника Александра Костецкого.
Дела против активистов первой общественной организации «Пора!» не закрыты по сей день.
В своей деятельности применяла ненасильственные методы гражданского неповиновения. Её лидеры организовывали и координировали действия десятков тысяч сторонников Виктора Ющенко, заявляя при этом, что борются не за победу лидера оппозиции, а за торжество демократии на Украине. Они, в частности, организовали всеукраинскую студенческую забастовку (Всеукраинское студенческое вече 16 октября 2004 года) против фальсификации результатов второго тура президентских выборов и инициировали установку палаточных городков.
Идея создания движения «Пора!» была подсказана опытом использования аналогичных методов борьбы молодёжным движением «Отпор» в Сербии, которое способствовало свержению режима Слободана Милошевича. Члены движения «Отпор», в частности, организовали практическое обучение будущих активистов движения «Пора!» в Сербии.
Официально «Пора!» не являлась зарегистрированной организацией или структурой, не имела ни источников финансирования, ни даже формальных руководителей. Отсутствие информации об источниках финансирования вызвало обвинения в получении средств от западных спонсоров — таких, как Джордж Сорос и правительственные организации США и других стран.
Особенно примечательна в этом плане книга Майкла Макфола «Революция в оранжевом: Причины демократического прорыва Украины» (2006), где заявляется о том, что победа Виктора Ющенко на выборах 2004 года была обеспечена в основном за счет интенсивной работы с украинской молодежью на американские денежные средства.
В интервью Познера с Майклом Макфолом (30.01.2012 г.) можно услышать такие слова: «Было движение „Пора!“, в Сербии в 2000-м году было движение „Отпор“ — их финансировали. Мы не делаем этого сегодня, потому, что наша политика другая». Однако реальных доказательств получения данной организацией средств от американских властей так и не было предоставлено.
Координатор «Пора!» Андрий Юсов утверждал, что «Пора!» не получает средств от США и что весной 2004 года 18 её активистов участвовали в семинаре, организованном для них лидерами движения «Отпор» в городе Нови-Сад, за свой собственный счёт.

## Интервью Владислава Каськива
Владислав Каськив — один из лидеров организации, которого считают её основателем, рассказывая корреспондентам российских изданий в конце декабря 2004 о планах движения после победы Ющенко, заявлял, что, по его мнению, Ющенко — просто наиболее адекватная на настоящий момент личность, способная возглавить демократические перемены на Украине. В то же время, «если Ющенко станет делать ошибки — мы ему укажем на это»:
«Один из недостатков Ющенко в том, что он склонен к излишним компромиссам. „Из вежливости“ он может пойти на неестественные альянсы с окружением Кучмы или региональными элитами. Мало того, что такие договоренности будут невыполнимы, так ещё и замедлятся процессы евроинтеграции и „капсулируются“ старые структуры власти. Поэтому Ющенко, стратегию которого Украина поддержала, нуждается в здоровой критике».
Каськив подтвердил, что при создании своей организации украинские активисты изучали опыт «Кмары», «Отпора» и даже польской «Солидарности». В то же время, по его словам, на Украине был собственный опыт — здесь с начала 1990-х проходили массовые акции протеста, во время которых не пролилось ни капли крови.
По словам Каськива, «Пора!» состояла в основном из студентов, а возглавляли её ветераны студенческого движения, которые проводили первые акции протеста ещё в 1991 году. Под давлением одной из таких акций ушёл в отставку Виталий Масол — первый премьер-министр независимой Украины. В её составе были также студенты, которые участвовали в акциях протеста 2000—2001 годов — «Украина — без Кучмы», а также совсем молодые ребята.
По словам Каськива, по завершении президентских выборов «Пора» не может больше существовать в прежнем качестве — «это не организация, не структура с долгосрочными целями и стратегическими задачами, а общественная кампания, которая добивалась проведения честных выборов». Эта цель достигнута, и «на основе „Поры“ будет создана целая система новых структур самого разного формата»:
«Мы не политическая структура, а гражданское движение. Нашей целью была поддержка демократических выборов, а не конкретного кандидата. Достигнув этой цели, мы объявили о самороспуске. На мой взгляд, „Кмара“ и „Отпор“ совершили большую ошибку, не поступив так же. На новом этапе развития общества важно трансформироваться в новое качество, не хвататься за прошлое и не тянуть за собой груз старых обязательств и стереотипов. Думаю, бывшие участники „Поры“ организуют новые гражданские движения, чтобы привлечь в политику тысячи молодых людей с новым мышлением. В какой-то мере это будет способствовать притоку „свежей крови“ в партийные структуры и административный аппарат».
Каськив подтвердил, что к активистам организации обращались представители многочисленных демократических движений из Казахстана, Азербайджана, России с просьбой об организационной помощи.
/Независимая газета, 28 декабря 2004; Время новостей, 29 декабря 2004/

## Трансформация организации
После окончания президентских выборов 2004 года на базе движения «Пора» было зарегистрировано несколько организаций, а именно:
- Всеукраинская общественная организация «Гражданская кампания Пора»,
- Всеукраинская общественная организация «Новая Пора»,
- Всеукраинская молодёжная общественная организация «Молодая Пора»,
- Всеукраинская общественная организация «Зелёная Пора»,
- Международный Институт Демократии,
- Гражданская партия «Пора»

## Родственные организации
В настоящее время существует несколько родственных организаций на территории бывшего СССР — «Оборона» в России (заявляет о своей оппозиции режиму Владимира Путина и ставит своей задачей демократическую смену власти в стране), «Кмара» в Грузии (участвовала в свержении режима Эдуарда Шеварднадзе) и «Зубр» в Белоруссии (без особого успеха выступает против Лукашенко), «ДАЛГА» в Азербайджане, а также движение Mjaft! в Албании.
9 февраля 2005 о создании нового оппозиционного движения «Yox!» («Нет!») сообщил председатель азербайджанского Общества за демократические реформы Рази Нуруллаев, который, видимо, пока и является негласным лидером движения. По его словам, в организации пока около 20—30 членов: «В движении нет ни устава, ни программы, ни лидеров, и её членом может стать любой, кто захочет сказать „Нет!“ существующим несправедливостям в стране». Цель новой структуры, по его словам, — добиться демократизации и смены власти в стране мирным путём — путём выборов и мирных акций.
В конце 2004 Нуруллаев на Украине встречался с лидером организации «Пора!» Владиславом Каськивым и пригласил его в Азербайджан ознакомиться с общественно-политической ситуацией в стране. Вскоре после этой встречи Каськив заявил о создании Международного института поддержки демократического движения. Институт был создан на основе организации «Пора!», и его руководители планировали открыть свои филиалы в странах Европы и СНГ. Уже тогда Каськив заявил, что главное внимание институт уделит «развитию демократических процессов в Молдове, Беларуси, Азербайджане, Казахстане и России».

## Реакция в России
Вскоре после победы Оранжевой революции на Украине организации, аналогичные «Поре», начали появляться и в России. Среди них — «Оборона», «Идущие без Путина» и др. Все они провозглашают борьбу против авторитарных тенденций в российском государстве и заявляют о своей оппозиции действующей российской власти. Эти движения начали быстро привлекать внимание национальной и международной прессы.
В качестве реакции на появление этих движений в начале 2005 было объявлено о создании молодёжного движения под названием «Наши», которое призвано противостоять революционизирующему влиянию организации «Пора!» и родственных ей организаций в Сербии, Грузии, Белоруссии, Азербайджане и др.